# ألي أريولا
ألي أريولا (بالإسبانية: Aly Arriola)‏ هو لاعب كرة قدم هندوراسي، ولد في 22 سبتمبر 1989 في Valle de Ángeles ‏ في هندوراس. لعب مع C.D. Honduras Progreso ‏.

## وصلات خارجية
- ألي أريولا على موقع قاعدة بيانات كرة القدم.إي يو (الإنجليزية)